# Hallaryd
Hallaryd är en småort i Älmhults kommun och Kronobergs län och kyrkby i Hallaryds socken med Hallaryds kyrka.
Mitt genom orten rinner Helge å. Riksväg 15 mellan Halmstad och Karlshamn går strax utanför Hallaryd.

## Historia
Själva byn bestod ursprungligen av två bondgårdar strax utanför den nuvarande byn, på en plats som senare kallades "Gamla Hallaryd". Någon gång under medeltiden uppfördes sedan Hallaryds kyrka och prästgård ett stycke nordöst om bondgårdarna, och denna plats kom sedan att utvecklas till kyrkbyn Hallaryd.

## Samhället
Hallaryds skola är idag nedlagd men förskolan är kvar i skolans lokaler och har ca 20 barn. 
I Hallaryd finns Hallaryds kyrka som hör till Svenska kyrkan och Betelförsamlingen som hör till EFK.

## Näringsliv
I Hallaryd finns ett företag som gör soffor, Tela Möbel och en champinjonodling, Solbacka champinjoner.

## Evenemang
En gång om året är det Hallarydsdagen och då är det många aktiviteter i Hallaryd.
Hallarydsloppet annandag påsk är en populär tävling för motionärer

## Idrott
Det finns även en idrottsplats, Åvallen, och i anknytning till den finns Hallaryds Idrottsförening.

## Kända personer från Hallaryd
- Vetenskapsmannen Jonas Hallenberg föddes 1748 på en av Gamla Hallaryds bondgårdar.
- Riksdagsmannen Jöns Persson i Svaneryd var bosatt vid Hallaryd.
- Rocktrummisen Patrick Olsson i The Creeps är född i Hallaryd.